# Krausnick-Groß Wasserburg
Krausnick-Groß Wasserburg (baix sòrab: Kšušwica-Wodowy Hród ) és un municipi alemany que pertany a l'estat de Brandenburg. Forma part de l'Amt Unterspreewald. Fou constituït el 31 de desembre de 2001 per la unió dels municipis de Krausnick (Kšušwica) i Groß Wasserburg (Wódowy Grod).

## Evolució demogràfica
| Any  | Població |
| ---- | -------- |
| 1875 | 1 112    |
| 1890 | 1 075    |
| 1910 | 898      |
| 1925 | 952      |
| 1933 | 943      |
| 1939 | 968      |
| 1946 | 1 233    |
| 1950 | 1 102    |
| 1964 | 898      |
| 1971 | 853      |

| Any  | Població |
| ---- | -------- |
| 1981 | 761      |
| 1985 | 720      |
| 1989 | 702      |
| 1990 | 694      |
| 1991 | 661      |
| 1992 | 644      |
| 1993 | 642      |
| 1994 | 629      |
| 1995 | 628      |
| 1996 | 632      |

| Any  | Població |
| ---- | -------- |
| 1997 | 623      |
| 1998 | 620      |
| 1999 | 648      |
| 2000 | 623      |
| 2001 | 618      |
| 2002 | 609      |
| 2003 | 617      |
| 2004 | 632      |
| 2005 | 632      |
| 2006 | 636      |

| Any  | Població |
| ---- | -------- |
| 2007 | 632      |
| 2008 | 632      |
| 2009 | 633      |
| 2010 | 619      |
| 2011 | 616      |
| 2012 | 602      |
| 2013 | 589      |